# Ormosia taeniocera
Ormosia taeniocera är en tvåvingeart som beskrevs av William George Dietz 1916. Ormosia taeniocera ingår i släktet Ormosia och familjen småharkrankar. Inga underarter finns listade i Catalogue of Life.